# Georgi Tringow
Georgi Tringow, bułg. Георги Петров Трингов (ur. 7 marca 1937 w Płowdiwie, zm. 3 lipca 2000 tamże) – bułgarski szachista, arcymistrz od 1963 roku.

## Kariera szachowa
Od połowy lat 50. XX wieku do połowy 80. należał do czołówki bułgarskich szachistów. Wielokrotnie startował w finałach indywidualnych mistrzostw Bułgarii, trzykrotnie (1963, 1981, 1985) zdobywając tytuł mistrza kraju. Dzięki zwycięstwu w 1964 w turnieju strefowym (eliminacji mistrzostw świata) w Kecskemet zakwalifikował się do rozegranego w 1965 w Amsterdamie turnieju międzystrefowego, w którym zajął XV miejsce.
Wielokrotnie reprezentował Bułgarię w turniejach drużynowych, m.in.:
- dwunastokrotnie na olimpiadach szachowych (w latach 1956, 1958, 1962, 1964, 1966, 1968, 1970, 1972, 1974, 1978, 1980, 1982); dwukrotny medalista: wspólnie z drużyną – brązowy (1968) oraz indywidualnie – złoty (1978 – na III szachownicy)[3],
- czterokrotnie na drużynowych mistrzostwach Europy (w latach 1970, 1977, 1980, 1983)[4],
- pięciokrotnie na drużynowych mistrzostwach świata studentów (w latach 1957, 1958, 1959, 1960, 1963); czterokrotny medalista: wspólnie z drużyną – złoty (1959), dwukrotnie srebrny (1957, 1958) i brązowy (1963)[5],
- dziesięciokrotnie na drużynowych mistrzostwach Bałkanów (w latach 1971, 1972, 1973, 1975, 1976, 1977, 1978, 1979, 1980, 1982); dziesięciokrotny medalista: wspólnie z drużyną – dwukrotnie złoty (1973, 1982), pięciokrotnie srebrny (1971, 1972, 1975, 1976, 1979) i trzykrotnie brązowy (1977, 1978, 1980)[6].

Odniósł wiele sukcesów w turniejach międzynarodowych, m.in. w Sarajewie (1970, turniej Bosna, dz. III m.), Warnie (1970, dz. III m.), Čačaku (1970, dz. III m.), Hawanie (1971, III m.), Vrnjackiej Banji (1973, dz. III m. i 1982, III m.), Vršacu (1973, memoriał Borislava Kosticia, dz. I m. wraz z Bruno Parmą), Birmingham (1974, II m.), Kragujevcu (1974, II m.), Płowdiw (1975, II m.; 1977, I m. i 1980, I m.), Vinkovci (1976, dz. III m.), Vrbasie (1976, dz. III m.), Belgradzie (1977, dz. II m. i 1979, dz. III m.), Niszu (1979, III m.), Štipie (1977, dz. III m.), Somborze (1980, III m.), Barze (1980, dz. III m.), Smederevie (1980, dz. I m.) i Osijeku (1982, III m.).
Najwyższy ranking w karierze osiągnął 1 stycznia 1977, z wynikiem 2495 punktów zajmował wówczas 2. miejsce (za Iwanem Radułowem) wśród bułgarskich szachistów.